# Eperjesi csata
Az eperjesi csatában 1492. január 1-jén Szapolyai István, Magyarország Corvin János herceg utáni második leggazdagabb főura, szepesi gróf és a „fekete Haugwitz”, a „király cseh hadseregének kapitánya”, a fekete sereg névadója döntő győzelmet arattak  a trónkövetelő János Albert lengyel herceg, jövendő lengyel király, II. Ulászló magyar király testvére felett, amivel véglegesen eldőlt a trónharc II. Ulászló javára a két éve halott Mátyás király trónjáért.

## Előzmények
A pozsonyi békeszerződés értelmében december 13-ig a megszállt ausztriai várakat át kellett adni Miksának. Ulászlónak a gyorsasághoz azért fűződött érdeke, mert így katonái szabadultak fel. Ekkor állítólag hétezer cseh zsoldos tartózkodott Ausztriában, akikre a Kassára bezárkózott Szapolyai István főkapitánynak volt szüksége az országban állomásozó János Albert lengyel herceg, trónkövetelő ellen. Ulászló emellé december 10-én elrendelte a királyi városok haderejének mozgósítását is. Ekkoriban nevezhette ki Ulászló a „király cseh hadseregének kapitányává” a „fekete Haugwitz”-ot (Hanuš Haugvic z Biskupic), a fekete sereg névadóját, akit Szapolyai vezértársául jelölt ki a lengyelek ellen. 

## A csata
Szapolyai és Haugwitz az eperjesi csatában 1492. január 1-jén döntő győzelmet arattak János Albert felett, s hamarosan felszámolták a teljes lengyel frontot. Ezzel véget értek a harcok Mátyás trónjának utódlásáért.  

## Következmények
Szapolyai István hatalma megkérdőjelezhetetlenné vált, 1492 márciusában – a bátyja, Szapolyai Imre halála utáni 5 év üresedés után – ő lett a nádor. 
III. Frigyes német-római császár ratifikálta a II. Ulászló által már 1491. december 6-án és Miksa római király által december 20-án Innsbruckban már aláírt pozsonyi békét. Frigyes császár 1492. január 14-én saját székhelyén, Linzben tette rá kézjegyét. Miksa és Ulászló is a török elleni harc szükségességével indokolták a békekötést, elhallgatva, hogy valójában kétfrontos háborút vívtak, Miksa a francia király, Ulászló pedig öccse, János Albert herceg, későbbi lengyel király ellen. A megerősítő okmányokat a felek 1492. január 20-án Hainburgban cserélték ki. 